# Sparisoma chrysopterum
El loro verde, loro colirrojo (en Cuba) o loro azul (en Venezuela) (Sparisoma chrysopterum) es una especie de peces de la familia Scaridae en el orden de los Perciformes.

## Morfología
Los machos pueden llegar alcanzar los 46 cm de longitud total.

## Distribución geográfica
Se encuentra desde el sur de Florida y Bahamas hasta el Brasil, incluyendo el Caribe.